# عقدية كلبسية
العقدية الكلبسية (الاسم العلمي:Klebsormidiaceae) هي فصيلة من الطحالب الخضراء تتبع رتبة العقديات الكلبسية من طائفة العقدانية الكلبسية.

## الأجناس
- عقد كلبس